# Veronicella cubensis
Veronicella cubensis е вид коремоного от семейство Veronicellidae.

## Разпространение
Видът е разпространен в Куба. Внесен е в Калифорния и Доминика.